# Cornucópia (doce)
As cornucópias são muito conhecidas na cidade de Alcobaça, na região centro de Portugal continental, e em Angra do Heroísmo, na Ilha Terceira, nos Açores. O formato de ambas é bastante semelhante mas o sabor é um pouco diferente.

## Origem

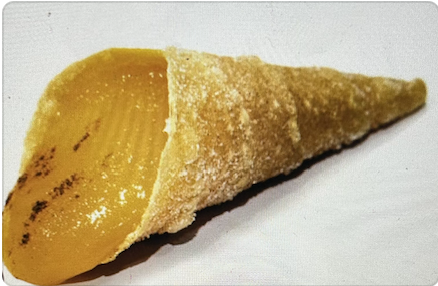
Cornucópia, doce

A sua origem é um pouco incerta, a única coisa que se tem por garantido é que foram criadas no século XIII, no Mosteiro de Coz, fundado no século XII e dependente do Mosteiro de Alcobaça; são uma das inúmeras relíquias da doçaria conventual portuguesa, também associadas a tradições de Natal. O seu nome deve-se ao vaso que tem a forma de um corno, daí a designação de cornucópia. No seu interior, depositavam-se flores e frutos, o que, antigamente, simbolizava abundância e fertilidade . Agora, o cone é recheado com um doce.
Depois de habitual, nas cozinhas dos monges e das monjas de Cister, os fiéis depositários deste legado ancestral, algumas pessoas decidiram começar a confeccionar para vender. Uma das primeiras foi Joaquina Conceição Crespo, natural de Leiria, mas, em 1928, foi viver para Alcobaça. Teve dois filhos e as suas três netas acompanhavam todo o processo de confecção dos doces.

## Receita
Uma cornucópia é feita de farinha, manteiga, banha e açúcar, sendo recheada com ovos-moles depois de fria. A sua forma deve-se à utilização de formas metálicas em cone. A preparação tradicional da massa consiste em colocar em um alguidar a farinha, a manteiga, a banha e o açúcar, de seguida amassar tudo com as mãos, indo juntando aos poucos a água quente até que  a massa forme uma bola e se despegue do alguidar. A preparação tradicional do recheio integra colocar em um tacho de cobre a água e o açúcar e levar ao lume até que atinja o ponto pérola. Deixar que arrefeça um pouco, de seguida passar as gemas por um coador para uma tigela e por fim voltar a ligar o lume (médio) e ir deitando as gemas em fio, mexendo continuamente até que os ovos engrossem.

## Prémios
A pastelaria Alcôa, uma das pastelarias portuguesas mais conhecidas, ganhou dois prémios com este Doce:
2005 – VII Mostra Internacional de Doces & Licores Conventuais Menção- Honrosa
2013 – XV Mostra Internacional de Doces & Licores Conventuais- 1º Prémio